# Cophyla milloti
Espèce
Synonymes
- Platypelis milloti Guibé, 1950

Statut de conservation UICN

 EN B1ab(iii) : En danger
Cophyla milloti est une espèce d'amphibiens de la famille des Microhylidae.

## Répartition
Cette espèce est endémique du Nord-Ouest de Madagascar. Elle se rencontre entre le massif de Tsaratanana et le massif du Manongarivo et sur l'île de Nosy Be du niveau de la mer jusqu'à 600 m d'altitude.

## Description
Cophyla milloti mesure de 25 à 30 mm. Son dos est brun chocolat avec plusieurs marbrures claires et foncées. Son ventre est blanchâtre ; sa gorge, brunâtre. Ses membres et ses pattes présentent des zones rougeâtres. La peau de son dos est lisse. Les mâles ont un seul sac vocal.

## Étymologie
Cette espèce est nommée en l'honneur de Jacques Millot.

## Publication originale
- Guibé, 1950 : Description d'un Batracien nouveau pour la faune malgache, Platypelis milloti n. sp. (Microhylidae). Bulletin du Muséum national d'histoire naturelle, sér. 2, vol. 22, p. 214.